# 明隆縣
明隆县（越南语：／）是越南广义省下辖的一个县。面积216.4平方千米，2018年总人口19780人。

## 地理
明隆县东接义行县；西接山河县；南接波澌县；北接思义县和义行县。

## 历史
1981年8月24日，义行县以隆门社、隆枚社、隆合社、隆山社、清安社5社析置明隆县，县莅隆合社。
1989年6月30日，义平省恢复分设为平定省和广义省；明隆县划归广义省管辖。

## 行政区划
明隆县下辖5社，县莅隆合社。
- 隆合社（Xã Long Hiệp）
- 隆枚社（Xã Long Mai）
- 隆门社（Xã Long Môn）
- 隆山社（Xã Long Sơn）
- 清安社（Xã Thanh An）